# Dipcadi panousei
Dipcadi panousei är en sparrisväxtart som beskrevs av Charles Philippe Félix Sauvage och Veilex. Dipcadi panousei ingår i släktet Dipcadi och familjen sparrisväxter.
Artens utbredningsområde är Marocko. Inga underarter finns listade i Catalogue of Life.